# Monobaz II

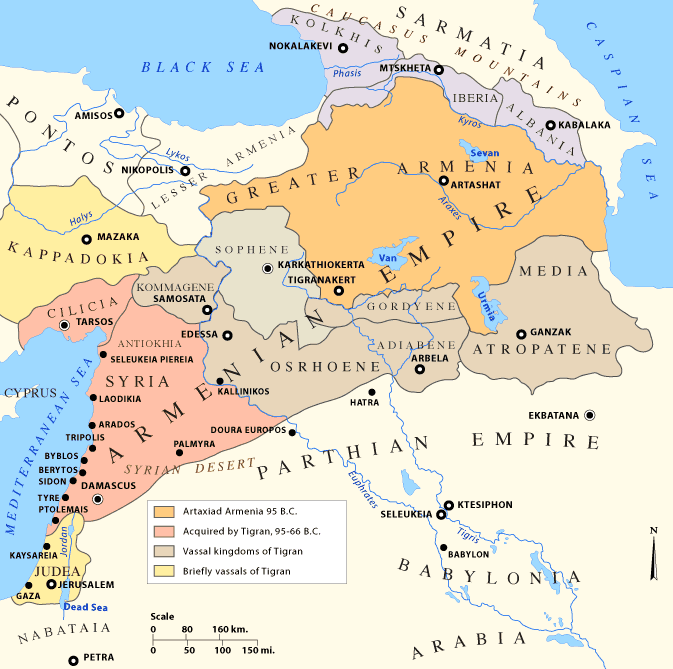
Adiabene centraal met Arbela als hoofdstad

Monobaz II was koning van Adiabene van ca.55 tot ca.68 na Chr. Hij was de zoon van Monobaz I en Helena van Adiabene. Zijn moeder had zich rond het jaar 30 bekeerd tot het Jodendom. Rond het jaar 55 volgde hij zijn broer Izates II van Adiabene op.
Kort na zijn aantreden geraakte het land betrokken in de Romeins-Parthische Oorlog (54-64). Tigranes VI,  van het Koninkrijk Armenië, gesteund door de Romeinen, viel zijn land binnen, Monobaz II zocht steun bij Vologases I, koning van het Parthische Rijk. Vologases I trok aan het langste eind en kon zijn zoon Tiridates op de Armeense troon plaatsen. Adiabene werd een vazalstaat van het Koninkrijk Armenië. Hij werd opgevolgd door Izates III van Adiabene.